# Tomasz Kucharski
Tomasz Bogusław Kucharski (* 16. Februar 1974 in Gorzów Wielkopolski, Polen) ist ein polnischer Ruderer.
Kucharski nahm erstmals an den Olympischen Spielen 2000 in Sydney teil, wo er zusammen mit Robert Sycz im Leichtgewichts-Doppelzweier die Goldmedaille holte. Bei den Olympischen Spielen 2004 in Athen gewann Kucharski wieder mit Sycz im Leichtgewichts-Doppelzweier die Goldmedaille.